# Tarrare
Pour l’article ayant un titre homophone, voir Tarare.
Tarrare, parfois orthographié Tarare, né vers 1772 et mort en 1798, était un artiste de rue et soldat français, notable pour ses habitudes alimentaires inhabituelles. Ayant constamment faim, il était capable de manger en grandes quantités. Ses parents, incapables de subvenir à ses besoins, le chassèrent de la maison familiale lorsqu'il était adolescent. Il se mit à parcourir la France en compagnie d'une bande de voleurs et de prostituées, avant de servir d'attraction comme phénomène de foire, pour un charlatan ambulant qui lui faisait avaler en public, bouchons de liège, pierres, animaux vivants et pommes entières. Il se retrouva ensuite à Paris, où il travailla comme artiste de rue.
Au déclenchement de la guerre de la Première Coalition, Tarrare rejoignit l'Armée révolutionnaire française. Les rations militaires étant insuffisantes pour satisfaire son grand appétit, il mangeait la nourriture qu'il trouvait dans les caniveaux et les tas d'ordures. La faim et le manque de nourriture détériorèrent son état de santé. Souffrant d'épuisement, il fut hospitalisé et fit là l'objet d'une série d'expériences médicales pour tester sa capacité à manger, durant lesquelles, entre autres choses, il mangea un repas destiné à quinze personnes en une seule séance. Il pouvait manger également des chats vivants, des serpents, des lézards et des chiots, et avala une anguille entière sans la mâcher. En dépit de son régime alimentaire inhabituel, Tarrare était de taille et d'apparence normale, et ne montrait aucun signe de maladie mentale autre que ce qui a été décrit comme un tempérament apathique.
Le général Alexandre de Beauharnais décida de mettre à profit les capacités de Tarrare en l'employant comme courrier pour l'armée française. L'objectif était qu'il avale les documents, passe à travers des lignes ennemies et les remette en toute sécurité à leurs destinataires. Malheureusement, incapable de parler allemand, il fut capturé dès sa première mission par les forces prussiennes. Roué de coups, il subit un simulacre d'exécution avant d'être renvoyé dans le camp français.
Échaudé par cette expérience, il accepta de se soumettre à tout traitement qui permettrait de guérir son appétit. On le traita avec du laudanum, des pilules de tabac, du vinaigre de vin et des œufs à la coque. Mais tous ces remèdes échouèrent, et les médecins furent incapables de contrôler son appétit : il se faufilait hors de l'hôpital pour récupérer des abats dans les caniveaux, dans les tas d'ordures et les boucheries, tentant même de boire le sang d'autres patients et de manger des cadavres dans la morgue de l'hôpital. Après avoir été accusé d'avoir mangé un enfant en bas âge, il fut expulsé de l'hôpital. Il réapparut quatre ans plus tard à Versailles, souffrant d'une tuberculose sévère. Il mourut peu de temps après, des suites d'une longue diarrhée sécrétoire.

## Jeunesse
Tarrare est né dans la campagne française, près de Lyon, autour de 1772,. Sa date de naissance n'a pas été enregistrée et il n'est pas certain que Tarrare soit son vrai nom. Du fait de l'impossibilité de déterminer le vrai nom de Tarrare, il est impossible de déterminer sa date de naissance. À sa mort, les médecins l'estimèrent âgé de 26 ans,.
Enfant, Tarrare avait un appétit immense, et à l'adolescence pouvait manger un quart de bovin pesant son propre poids, en un jour,. Ses parents ne pouvant plus subvenir à ses besoins le chassèrent du foyer familial,. Pendant plusieurs années il voyage à travers la France avec une bande de voleurs et de prostituées, en mendiant et volant pour se nourrir. Puis, il obtient un travail en tant qu'attraction pour un charlatan ambulant qui lui faisait avaler en public, bouchons de liège, pierres, animaux vivants et pommes entières,. Il mangeait voracement et aimait particulièrement la viande de serpent,.
En 1788, Tarrare déménage à Paris pour travailler en tant qu'artiste de rue. Il semble avoir eu du succès en général, à part en une occasion où le spectacle tourna mal, et il eut une occlusion intestinale sévère. Des membres du public le transportèrent jusqu'à l'hôpital Hôtel-Dieu, où il fut traité avec de puissants laxatifs. Il recouvra totalement la santé et offrit de démontrer ses capacités en mangeant la montre et la chaîne du chirurgien. M. Giraud, le chirurgien ne fut pas impressionné, et répondit que dans ce cas il ouvrirait le corps de Tarrare pour récupérer ses biens,.

## Apparence et comportement
Malgré son régime particulier, Tarrare était mince et de taille moyenne. À l'âge de 17 ans il pesait seulement 100 livres (45 kg),. Il était décrit comme ayant des cheveux particulièrement doux, et une bouche anormalement large, avec des dents fortement tachées, et des lèvres à peine visibles,. Quand il n'avait pas mangé, sa peau pendait si lâchement qu'il pouvait entourer la peau de son ventre autour de sa taille,. Quand il était rassasié, son abdomen se distendait « comme un énorme ballon ». La peau de ses joues était ridée et pendait lâchement, et pouvait contenir 12 œufs, ou 12 pommes quand elle était étirée,.
Son corps était chaud au toucher et il transpirait fortement ; il avait constamment une odeur corporelle nauséabonde,. Il fut décrit comme puant « à un tel point qu'on ne pouvait le supporter à moins de 20 pas ». Cette odeur devenait bien pire lorsqu'il avait mangé,, ses yeux et joues étaient alors injectés de sang, une vapeur visible émanait de son corps, et il devenait léthargique. Pendant ce processus, il rotait bruyamment, et ses mâchoires suivaient des mouvements de déglutition. Il avait une diarrhée chronique, que l'on disait « fétide au delà de toute conception ». Malgré sa large consommation de nourriture, il ne semblait pas vomir excessivement, ou gagner du poids. À part ses habitudes alimentaires, ses contemporains ne voyaient aucun signe apparent de maladie mentale ou de comportement inhabituels, autre qu'un tempérament apathique avec « un manque complet de force d'idées »,.
La cause du comportement de Tarrare est inconnue. Bien qu'il y ait d'autres cas similaires documentés datant de la même époque, aucun autre que Tarrare ne fut autopsié, et il n'y a aucun cas récent documenté ressemblant à celui de Tarrare. L'hyperthyroïdie peut induire un appétit extrême, des pertes de poids rapides, une transpiration significative, une intolérance à la chaleur, et de fins cheveux. Bondeson (2006) spécule que Tarrare avait une amygdale endommagée ; des blessures à l'amygdale chez les animaux peuvent produire une polyphagie.

## Service militaire
Au début de la guerre de la Première Coalition, Tarrare joint l'Armée révolutionnaire française,. Malheureusement pour lui les rations militaires étaient insuffisantes pour satisfaire son appétit. Il exécutait des tâches pour d'autres soldats, qui en retour, lui donnaient une part de leurs rations. Il fouillait aussi dans les tas de fumier à la recherche de restes, mais ce n'était toujours pas assez pour le satisfaire. Il fut admis à l'hôpital militaire à Soultz-Haut-Rhin, du fait d'épuisement extrême. Ses rations furent quadruplées, mais il restait affamé. Il fouillait dans les caniveaux, les restes des autres patients, et même se faufila dans le local de l'apothicaire, pour manger les cataplasmes. Les chirurgiens militaires ne purent comprendre son appétit. Tarrare reçut l'ordre de rester dans l'hôpital militaire afin de participer à des expériences physiologiques conçues par le docteur Courville — nommé Comville dans certaines sources — (chirurgien au 9ème régiment de Hussards), et Georges Didier, Baron Percy, chirurgien en chef de l'hôpital.
Courville et Percy décidèrent de tester la capacité de Tarrare à manger. Un repas pour 15 laboureurs avait été préparé près des portes de l'hôpital. Bien que les employés de l'hôpital en général le restreignent en présence de nourriture, Courville l'autorisa à se mettre à table. Tarrare mangea le repas entier, composé de deux larges tourtières, des plats gras et salés, et quatre gallons de lait, puis s'endormit immédiatement,. Courville nota que le ventre de Tarrare était tendu et gonflé comme un gros ballon,. À une autre occasion, on lui présenta un chat vivant. Il déchira l'abdomen de la bête avec ses dents et but son sang, et l'engloutit entier, à l'exception de ses os, avant de vomir chair et fourrure,. À la suite de cet événement, l'hôpital offrit à Tarrare une multitude d'animaux, tels que des serpents, lézards, chiots ; tous furent mangés. Il avala aussi une anguille entière, sans mâcher, après avoir écrasé sa tête avec ses dents.

### Service en tant que coursier militaire
Après plusieurs mois passés en tant que sujet d'expérimentations, les autorités militaires commencèrent à faire pression pour que Tarrare puisse remplir ses pleines obligations. Le docteur Courville, qui souhaitait continuer son enquête sur ses habitudes alimentaires et son système digestif, contacta le général Alexandre de Beauharnais, en suggérant que la capacité inédite de Tarrare pourrait être mise au service de l'armée. Il proposa qu'un document soit placé à l'intérieur d'une boîte en bois, que Tarrare avalerait ensuite. Deux jours plus tard la boîte était récupérée de ses excréments, et le document était toujours lisible,. Courville proposa à Beauharnais que Tarrare serve ainsi de coursier militaire, en transportant secrètement des documents à travers les lignes ennemies, sans risque de se trahir s'il était fouillé.
Tarrare fut appelé par Beauharnais pour démontrer ses capacités devant un rassemblement des commandants de l'armée du Rhin. Après avoir avalé la boîte, Tarrare fut récompensé par une brouette remplie de 30 livres (14 kg) de foie et de poumon de taureau cru. Il mangea immédiatement le tout devant l'assemblée,.
À la suite de cette démonstration réussie, Tarrare fut officiellement employé en tant qu'espion de l'armée du Rhin. Bien que le général de Beauharnais fût convaincu des capacités physiques de Tarrare à transporter des messages secrètement, il s'inquiétait pour son état mental, et hésitait à lui confier des documents militaires importants dès le départ. La première mission qui lui fut assignée était de transporter un message à un colonel français emprisonné par les Prussiens près de Neustadt. On lui dit que ces documents étaient d'une grande importance militaire, mais en réalité Beauharnais avait simplement écrit une note demandant au colonel de confirmer que le message avait été reçu et, si possible, de renvoyer quelques informations potentiellement utiles à propos des mouvements des troupes prussiennes.
Tarrare traversa les lignes prussiennes profitant de l'obscurité nocturne, déguisé en paysan allemand,. Incapable de parler allemand, il attira rapidement l'attention des résidents locaux qui alertèrent les autorités prussiennes, et il fut capturé près de Landau. Une fouille au corps ne trouva rien de suspect sur sa personne, et bien qu'il fût fouetté par des soldats prussiens, il refusa de trahir sa mission. Amené devant le commandant prussien local, le général Zoegli, il refusa une nouvelle fois de parler et fut emprisonné. Après 24 heures de captivité, Tarrare céda et expliqua le plan à ses ravisseurs. Il fut enchaîné à des latrines, et 30 heures après avoir été avalée, la boîte émergea. Zoegli fut furieux quand les documents se révélèrent n'être que le message vide de Beauharnais, et Tarrare fut amené à une potence, et le nœud placé autour de son cou (certaines sources affirment que Zoegli n'a jamais obtenu la boîte, car Tarrare aurait eu la présence d'esprit de récupérer puis ravaler les selles la contenant, avant qu'elle ne puisse être saisie par les Prussiens),. À la dernière minute, Zoegli se radoucit, et Tarrare fut descendu de l'échafaud, battu sévèrement, et relâché près des lignes françaises.

## Tentatives de soin
Après sa mauvaise expérience en tant que coursier militaire, Tarrare qui voulait désespérément éviter tout service militaire futur, retourna à l'hôpital, demandant à Percy de tenter tout remède susceptible de guérir son appétit. Percy le traita avec du laudanum, sans succès. D'autres traitements à base de vinaigre blanc et de pilules de tabac furent de même un échec,. Puis, Percy nourrit Tarrare avec de larges quantités d’œufs à la coque, ce qui échoua de même. Les efforts visant à le maintenir sous un régime contrôlé échouèrent aussi : il se faufilait hors de l'hôpital à la recherche d'abats à l'extérieur des boucheries, il se battait avec des chiens errants pour des charognes,,. Il fut aussi plusieurs fois surpris au sein de l'hôpital à s'abreuver de la saignée de patients, ainsi qu'à essayer de manger des cadavres de la morgue,,. D'autres docteurs qui pensaient que Tarrare souffrait de maladie mentale demandèrent qu'il soit transféré dans un asile psychiatrique, mais Percy souhaitait continuer ses recherches, et Tarrare resta dans l'hôpital militaire.
Après quelque temps, un enfant de 14 mois fut signalé disparu dans l'hôpital, et Tarrare fut immédiatement suspecté. Percy ne voulut ou ne put le défendre et le personnel hospitalier chassa Tarrare de l'hôpital, où il ne revint jamais,.

## Mort
Quatre ans plus tard, en 1798, un certain M. Tessier de l'hôpital de Versailles contacta Percy pour lui signaler qu'un de ses patients souhaitait le voir. Ce dernier était Tarrare, alité et faible. Il dit à Percy qu'il avait avalé une fourchette dorée deux ans plus tôt, qu'il croyait logée dans son corps, et la cause de sa faiblesse. Il espérait que Percy trouve une manière de la retirer. Cependant, ce dernier reconnut les symptômes d'une tuberculose avancée. Un mois plus tard, Tarrare commença à subir une diarrhée sécrétoire, et mourut peu de temps après.
Le corps pourrit rapidement et les chirurgiens refusèrent de le disséquer. Tessier, cependant, voulait découvrir comment le corps de Tarrare différait de la normale, et était aussi curieux de savoir si la fourchette dorée était réellement logée en lui. Pendant l'autopsie, l’œsophage se révéla être anormalement large, et quand ses mâchoires étaient ouvertes, les chirurgiens pouvaient voir un large canal jusqu'à l'estomac. Son corps était rempli de pus, son foie et sa vésicule biliaire étaient anormalement larges, couverts d'ulcères et remplissaient la majorité de sa cavité abdominale,,.